# 陳奕齊
陳奕齊（1972年8月17日—），筆名新一（しんいち），臺灣政治人物，是台灣基進創黨人之一，為台灣基進首任黨主席。曾任台灣南社祕書長、組織（高雄與台南）《南之洛馱思》論壇，並且經常在小英教育基金會《想想論壇》、台灣教授協會《極光希望電子報》與《超克藍綠》發表政論。
陳奕齊曾為台灣團結聯盟推薦的全國不分區第一名人選，他是台灣基進（原「基進側翼」）的創辦人，並於2015年6月當選基進側翼第1屆政團主席。2018年5月，開始擔任民視論壇中心《讀報》專欄作家。

## 創建「基進側翼」

### 緣起
源於2008年海協會會長陳雲林來台時，時任馬英九政府以警力驅逐抗爭者。陳奕齊於《超克藍綠》共筆部落格專欄中寫下：「…如今之際，唯有徹底放棄、告別民進黨作為同路人，在台灣政治光譜上往『台灣人民』方向挺進並拉開台灣政治光譜的分布，撐出一個激進有力的側翼…台灣人民的未來跟前途，才可以獲得確保！！」

### 起步
2011年春正式進入政治宣講階段，陳奕齊陸續受邀於南社、台北哲學星期五等介紹其政治主張。2012年4月27日「尋找後2012政治改革的阿基米德點」之宣講後，正式啟動基進側翼的組織工作。

### 成長
2013年至2014年初，除了在台南社區大學開設「愛上政治」課程擴大基進側翼的骨幹之外，雲科大、台獨聯盟、台南Masa Loft Café、《如何阻撓國民黨繼續執政》座談會等等。其間獲得台獨聯盟肯認，該聯盟為基進側翼在北部第一個合作夥伴。
直至2015年，基進側翼於台北、新竹、台中、雲林、台南等地各設有分部，總部位於高雄，全國事務所設於高雄市三民區博仁街13號。

### 太陽花學運
基進側翼經常被誤為是2014年太陽花運動所催生的政團，事實上基進側翼協助組織台北以外，特別是南部地區如台南、高雄的聲援活動，並動員北上支援立院群眾。3月30日的反服貿遊行中，基進側翼與超克藍綠共同印製的文宣《J'accuse...！我控訴！》，「疑似」遭到黃國昌下令查扣，經沈清楷等人出面抗議，黃國昌最後有公開道歉。

### 成立政團
2014年6月27日，中國大陸國台辦主任張志軍至高雄參訪，基進側翼於漢來巨蛋會館外抗議，因警方強勢驅離而造成現場成員受傷。
2014年6月，基進側翼宣布參與年底的高雄市議員選舉。
2014年8月17日，基進側翼舉辦「城市管線行腳—愛我高雄，城市零風險」遊行活動，並向高雄氣爆事故的罹難同胞默哀。
2015年1月18日，成立「基進側翼全國聯合事務所」，並宣布已向內政部申請成立政團。

### 討黨產公投連署

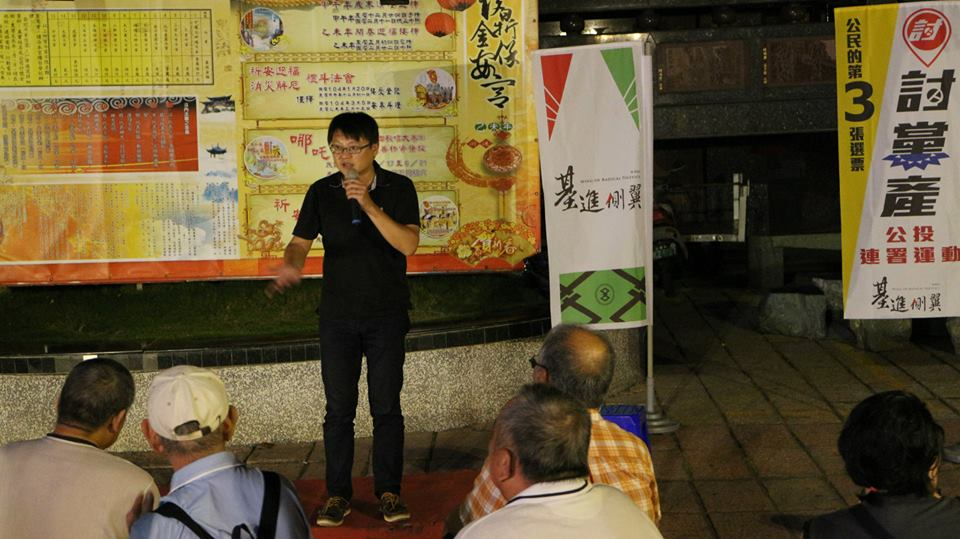
陳奕齊討中國國民黨黨產公投宣講

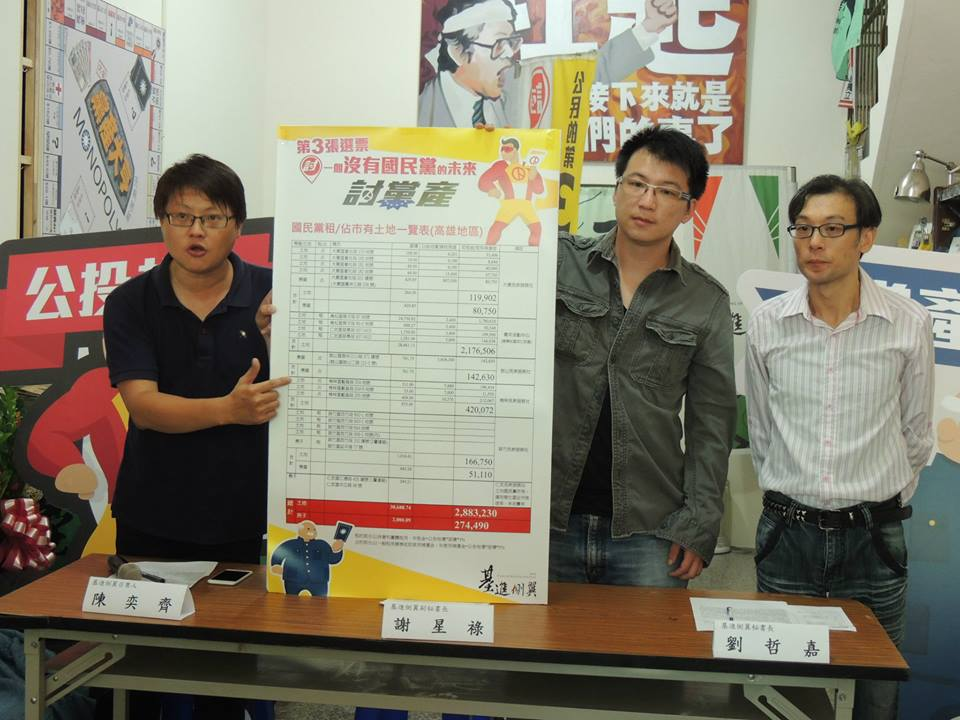
陳奕齊討國民黨黨產公投記者會

2015年3月30日，基進側翼和台灣團結聯盟、台獨聯盟、黨產歸零聯盟、黃國昌、林昶佐（Freddy）共推討中國國民黨黨產公投的連署。

## 參選立法委員

### 2016年
2016年時，面對政治局勢變化，台灣團結聯盟透過張榮豐積極與基進側翼聯繫，希望能結合新生代的力量，壯大「抵抗中國」的陣營。在前中華民國總統、台聯精神領袖李登輝的見證下，雙方正式簽署合作協議，並將陳奕齊列為台聯不分區立委第一名。最後2016年台聯政黨票未突破5%，陳奕齊落選。陳奕齊卻在落選之夜馬上開網路直播狂罵台聯「沒路用」，還遭台聯說自己要去入侵台聯，他要不是為了台灣，大可做民進黨的一個派系，成立「基派」都可行。2019年，台聯主席劉一德受訪時談及此事，認為選後陳奕齊對台聯的態度不是感謝、而是謾罵，令人噴飯。

### 2020年
2020年陳奕齊名列台灣基進不分區立法委員名單第二位，但因政黨票得票未達門檻，故台灣基進無人當選。
選前在2016年中華民國立法委員選舉與台灣基進前身「基進側翼」合作的台灣團結聯盟，公開批評陳奕齊拿台聯新台幣700萬元創建基進側翼、選後卻稱加入民主進步黨可以成為派系，期望陳奕齊能飲水思源。

### 2024年

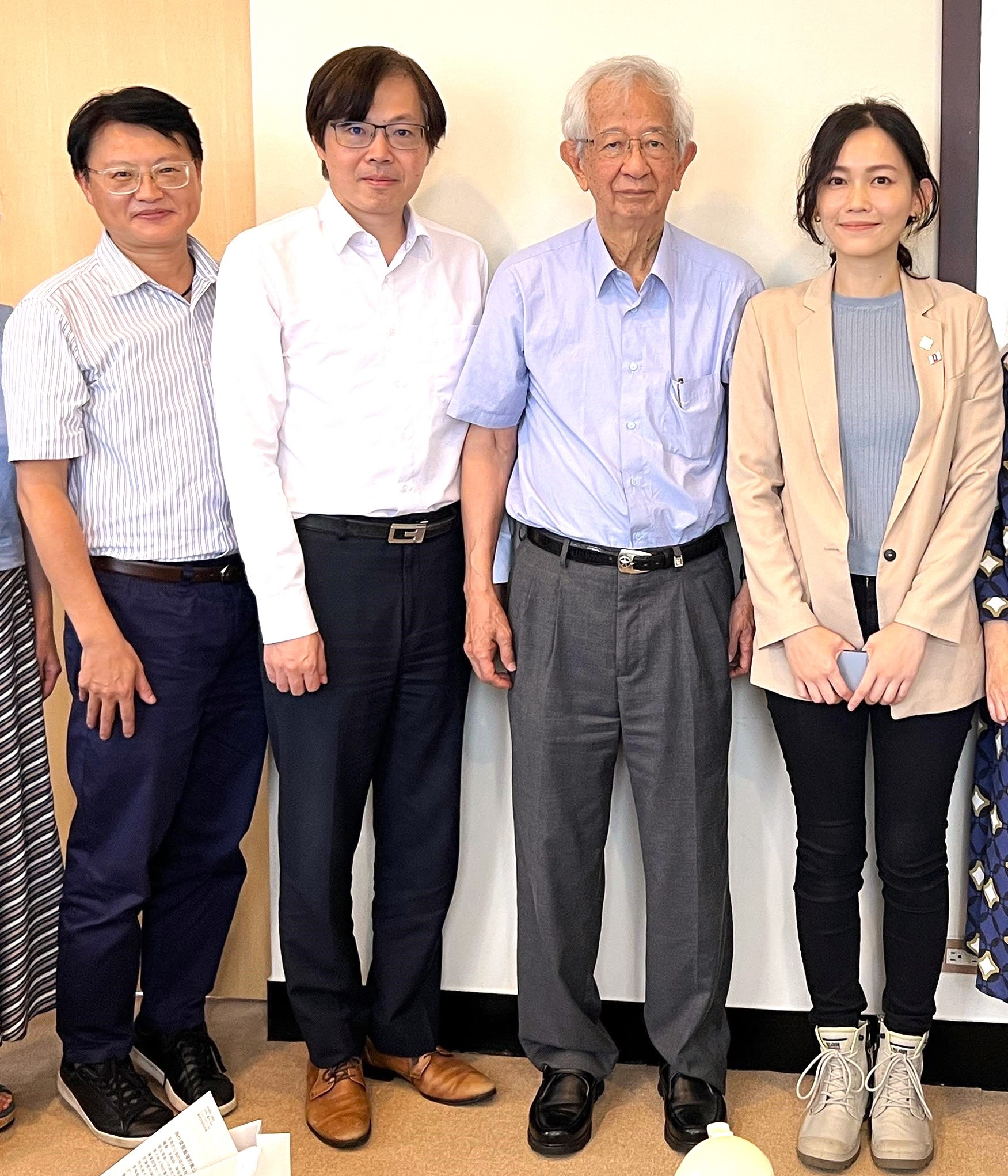
中央研究院前院長李遠哲（右二）支持台灣基進，與主席王興煥（左二）、前主席陳奕齊（左一）、臺北黨部主任委員吳欣岱（右一）

2023年，陳奕齊以台灣基進創黨主席身份入列該黨2024年不分區立法委員第二名，成為該黨立委候選人。

## 選舉紀錄
| 年度 | 選舉屆數             | 選舉區                                 | 所屬政黨     | 得票數  | 得票率 | 當選標記 | 備註 |
| ---- | -------------------- | -------------------------------------- | ------------ | ------- | ------ | -------- | ---- |
| 2016 | 第九屆立法委員選舉   | 全國不分區及僑居國外國民立法委員選舉區 | 台灣團結聯盟 | 305,675 | 2.51%  |          |      |
| 2020 | 第十屆立法委員選舉   | 全國不分區及僑居國外國民立法委員選舉區 | 台灣基進     | 447,286 | 3.16%  |          |      |
| 2024 | 第十一屆立法委員選舉 | 全國不分區及僑居國外國民立法委員選舉區 | 台灣基進     | 95,078  | 0.69%  |          |      |

## 陳柏惟草包說
2022年11月23日，臉書粉專《超譯蕭婆》公開一段影片，內容可見台灣基進黨主席陳奕齊替黨籍高雄市議員候選人張博洋拜票，向攤販拉票時表示，台灣基進是他創立、孩子都是他帶的。攤販順口提到早已從台灣基進退黨的前立委陳柏惟，說「陳柏惟也是」；陳奕齊卻激動表示「說到柏惟，我就『嚥氣』：他是我教過裡面最不成材的一個」、「陳柏惟是草包，他都沒有在看書」。陳奕齊接著飆罵，陳柏惟的東西都是他們提供的，所以陳柏惟不知道自己在說什麼，「空有一張嘴，但沒內容」；高雄市有很多好人才，張博洋比陳柏惟好很多。

11月24日，台灣基進秘書長王興煥（格瓦推）說明：「台灣基進的所有幹部與候選人，都很優秀，也很為台灣前途拚命；（陳奕齊）身為主席，感到非常驕傲」。時代力量第一屆黨員代表暨輔仁大學教授「人渣文本」周偉航諷刺陳奕齊：「大家都是讀書人，看的書不一樣啦。」
11月25日，前民進黨桃園市議員王浩宇在臉書分享該片，諷刺陳奕齊：「掃街掃到講人壞話，也是世界奇觀，是來敗票的吧！」
2024年1月5日，陳奕齊與吳欣岱上薩泰爾娛樂脫口秀《賀瓏夜夜秀》，陳奕齊再次批評陳柏惟，惡評如潮。

## 政治立場
左派台灣獨立。

## 個人著作與參與著作
- 陳奕齊，〈遇見新興民族：南中國台資企業的勞資關係─海峽兩岸三地的勞資關係與勞工政策〉，《香港海峽兩岸關係硏究中心硏究專書》No.6（香港：香港城市大學當代中國硏究中心：亞洲專訊硏究中心：香港海峽兩岸關係硏究中心，2000）：383
- 陳奕齊，〈The preliminary Remarks of Unemployment Problems in Taiwan〉，《In Problems of Down-Positions and Re-employment in mainland China.》 ed. by Law Department of Beijing University and Association of Social Protection of Hong Kong. 2000 (in Chinese).
- 2002，陳奕齊（與Monina Wong合著），《New Bondage and Old Resistance: Realities and Challenges of the Labour Movement in Taiwan.》, Hong Kong: Hong Kong Christian Industrial Committee Press
- 2004，陳奕齊（與魏聰洲、廖沛怡合著），《想像越界：國際與在地政經批判》，高雄：勞動與產業研究工作室出版，ISBN 9789868088504
- 2005，陳奕齊（與魏聰洲、廖沛怡合著），《移民、苦力、落腳處：從布袋人到高雄人》，高雄：高雄勞工博物館籌備處出版，ISBN 9789860023893
- 2010.01，陳奕齊，《國民黨治台片斷考》，台北：前衛出版社，ISBN 9789578016361
- 2010.02，陳奕齊，《黨國治下的台灣草民史》，台北：前衛出版社，ISBN 9789578016385
- 2010.10，陳奕齊，《看！中國熱？！》，台北：前衛出版社，ISBN 9789578016538
- 2011，陳奕齊、Nakao Eki、周柏儀、郭書瑄、黃恩宇、江明親、李怡德、陳玉箴、黃至正、何澄輝、林詩吟、李佳穗、呂崇真、馬慧志，《新荷蘭學：荷蘭強大幸福的16個理由》，ISBN 9789578016804
- 2015.05，陳奕齊，《打狗漫騎：高雄港史單車踏查》，台北：前衛出版社，ISBN 9789578017696

## 演出作品

### 電視劇
| 年份   | 播放平台      | 片名            | 導演                   | 飾演   | 備註 |
| 2021年 | YouTube、公視 | 《國際橋牌社2》 | 汪怡昕、林世章、孫大軍 | 莊秋雄 | 客串 |

## 獎項
- 外交部非政府組織委員會獎助國外NGOs實習 (2002.09-2002.12)
- Fellowship of Vacancy for Phd Candidate (AiO), CNWS (Research School of Asian, African and Amerindian Studies), Leiden University (2004.04 ─ 2008.03)
- 2012書寫高雄創作獎助入選(高雄市政府文化局)
- 2014書寫高雄出版獎助首獎(高雄市政府文化局)

## 外部連結
- 台灣基進官方網站 （页面存档备份，存于）
- 台灣基進 （页面存档备份，存于）在facebook的專頁
- 陳奕齊 - 新一在facebook的專頁
- 基進側翼 （页面存档备份，存于）
- 新一《打狗吹水》 （页面存档备份，存于）在想想論壇的專欄
- YouTube上的陳奕齊 - 新一頻道